# 10952 Vogelsberg
10952 Vogelsberg è un asteroide della fascia principale. Scoperto nel 1960, presenta un'orbita caratterizzata da un semiasse maggiore pari a 2,9100644 UA e da un'eccentricità di 0,2278522, inclinata di 12,77877° rispetto all'eclittica.